# Morawica (obwód Wraca)
Morawica (bułg. Моравица) – wieś w Bułgarii, w obwodzie Wraca, w gminie Mezdra. Według danych szacunkowych Ujednoliconego Systemu Ewidencji Ludności oraz Usług Administracyjnych dla Ludności, 15 września 2023 roku miejscowość liczyła 661 mieszkańców.

## Historia
Około 2 km na południe od Morawicy znajduje się nekropolia kopcowa z około V wieku p.n.e. Na terenie wsi przebiega stara rzymska droga, widoczne są fundamenty twierdzy, odnaleziono zbiorowe znalezisko srebrnych monet rzymskich.